# Fontaine-lès-Vervins
 Fontaine-lès-Vervins  là một xã ở tỉnh Aisne, vùng Hauts-de-France thuộc miền bắc nước Pháp.